# Tortella nitida
Tortella nitida là một loài Rêu trong họ Pottiaceae. Loài này được (Lindb.) Broth. miêu tả khoa học đầu tiên năm 1902.